# Paradiso, hôtel du libre-échange
Pour les articles homonymes, voir L'Hôtel du libre échange (homonymie).
Pour plus de détails, voir Fiche technique et Distribution.
Paradiso, hôtel du libre-échange (Hotel Paradiso) est un film franco-britannique réalisé par Peter Glenville, sorti en 1966.

## Synopsis
1910, à Paris, Marcelle Cotte s'ennuie tellement auprès de son mari Henri, un architecte, qu'elle accepte un rendez-vous avec son voisin, Benedict Boniface, qui a appris que sa femme Angélique passe la nuit avec sa sœur malade. Après le dîner, Marcelle et Benedict se rendent à l'Hôtel Paradiso. Mais ils vont y rencontrer des personnes de leur connaissance, ce qui va amener à une série de quiproquos et de péripéties diverses.

## Fiche technique
- Titre original : Hotel Paradiso
- Titre français : Paradiso, hôtel du libre-échange
- Réalisation : Peter Glenville
- Scénario : Peter Glenville, Jean-Claude Carrière, d'après la pièce L'Hôtel du libre échange de Georges Feydeau et Maurice Desvallières
- Direction artistique : François de Lamothe
- Décors : Robert Christides
- Costumes : Jacques Dupont
- Photographie : Henri Decaë
- Son : Cyril Swern
- Montage : Anne V. Coates
- Musique : Laurence Rosenthal
- Coordinateur des combats et des cascades : Claude Carliez et son équipe
- Production : Peter Glenville
- Production associée : Pierre Jourdan
- Société de production : Metro-Goldwyn-Mayer, Trianon Productions
- Société de distribution : Metro-Goldwyn-Mayer
- Pays d'origine :  Royaume-Uni /  France
- Langue originale : anglais
- Format : couleur (Metrocolor) — 35 mm — 2,35:1 (Panavision)— son Mono (Westrex Recording System)
- Genre : comédie
- Durée : 98 minutes
- Dates de sortie : 
  - Royaume-Uni : mars 1966
  - France : 24 mai 1967
- Affiche : Gilbert Allard (France)

## Distribution
- Gina Lollobrigida : Marcelle Cotte
- Alec Guinness : Benedict Boniface
- Robert Morley : Henri Cotte
- Peggy Mount (en) : Angélique Boniface
- Douglas Byng (en) : M. Martin, un avocat
- Robertson Hare (en) : le duc
- David Battley (en) : George
- Ann Beach (en) : Victoire, la bonne des Boniface
- Eddra Gale : une cliente de l'hôtel
- Darío Moreno : le Turc
- Derek Fowlds (en) : Maxime, le neveu des Cotte
- Leonard Rossiter : l'inspecteur
- Akim Tamiroff : Anniello, le propriétaire de l'Hôtel Paradiso
- Marie Bell : la Grande Antoinette